# Chào mừng đến Samdal-ri
Chào mừng đến Samdal-ri (tiếng Hàn: 웰컴투 삼달리) là một bộ phim truyền hình Hàn Quốc do Kwon Hye-joo viết kịch bản, Cha Young-hoon đạo diễn, có sự tham gia của Ji Chang-wook và Shin Hye-sun. Phim được phát sóng trên JTBC từ ngày 2 tháng 12 năm 2023 đến ngày 21 tháng 1 năm 2024 (KST), có sẵn để phát trực tuyến trên TVING ở Hàn Quốc và trên Netflix ở một số khu vực được chọn.